# Duk-Duk

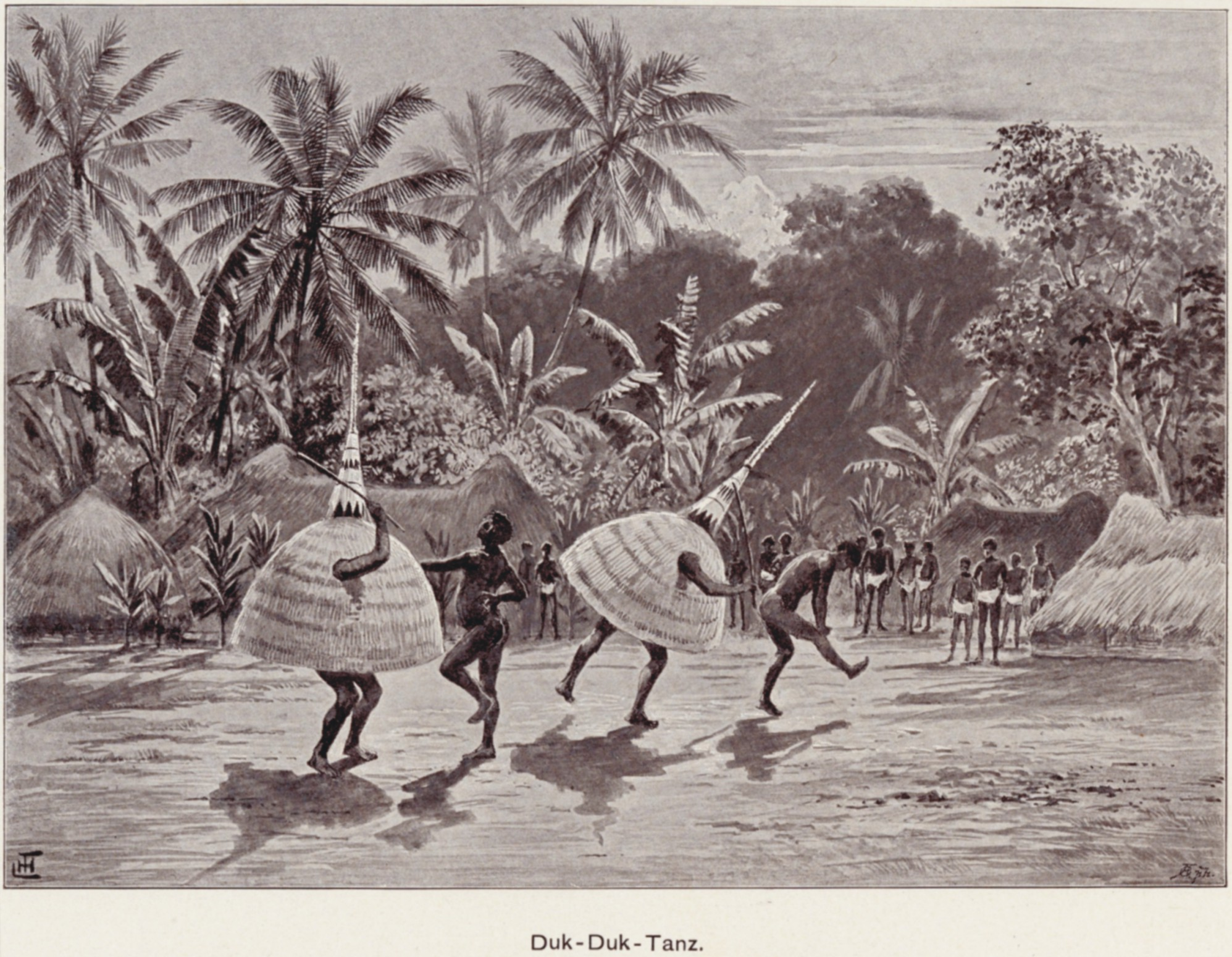
Der Duk-Duk-Tanz (Aquarell von Joachim Graf Pfeil)

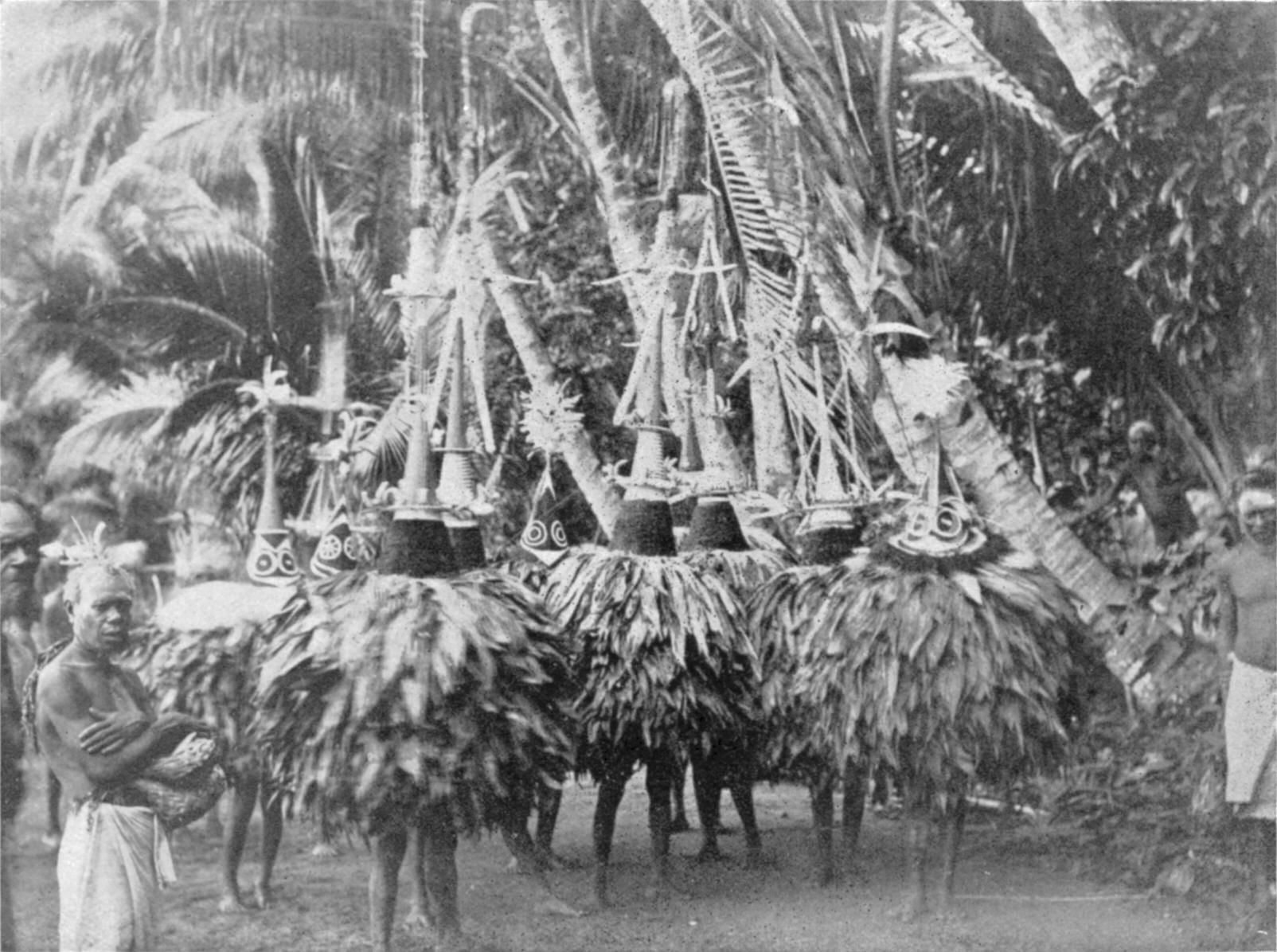
Geheimbundaktivitäten der Duk-Duk

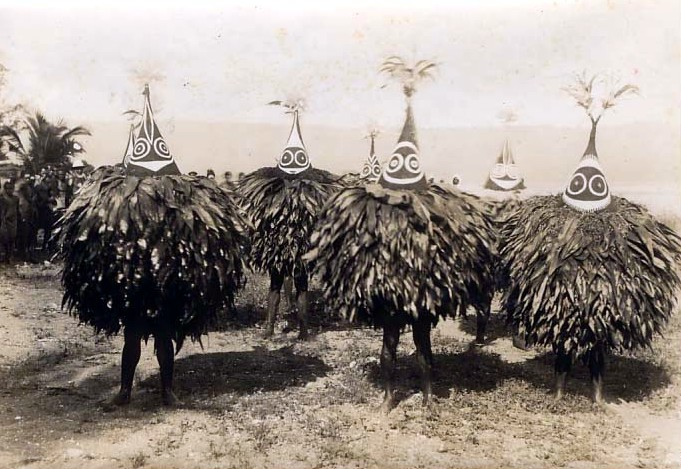
Duk-Duk-Tänze

Duk-Duk ist ein Geheimbund, der einen Teil der traditionellen Kultur der Tolai aus dem Gebiet um Rabaul in Neubritannien (Papua-Neuguinea) im Südpazifik darstellt. Der Ursprung dieses Bundes liegt auf Neuirland, um 1830 wurde Duk-Duk in den bereits existierenden Tubuan-Bund und -Kult integriert.

## Beschreibung
Der Geheimbund hat sowohl religiöse als auch politische Ziele. Er übt Formen der Gerichtsbarkeit durch seinen vorsitzenden Geist, Duk-Duk, aus. Ebenso werden Tabus und Regeln durch den Bund geschaffen sowie Abgaben/Steuern erhoben. Der Duk-Duk ist eine mysteriöse, in Laubblätter gekleidete Figur, die einen Helm trägt, welcher an einen übergroßen Kerzenlöscher erinnert. In der Regel sind die Duk-Duk-Bund-Mitglieder Männer, eine persönliche Maske erhalten neue Mitglieder frühestens mit 12 Jahren.
Der Geheimbund der Duk-Duk verwendet männliche Duk-Duk-Masken und weibliche Tubuan-Masken (bedeutet „alte Frau“). Beide Arten sind auffallend spitz (kegelförmig) und aus Zuckerrohrfasern hergestellt und mit einem kurzen, buschigen Umhang aus Blättern versehen. Traditionell ist die Duk-Duk-Maske jedoch weniger spitz als die Tubuan-Maske und außerdem gesichtslos. Die Tubuan-Maske hat indes runde Augen, einen sichelförmigen Mund, der auf dunklem Untergrund gemalt ist, und eine Art Krone aus Federschmuck. Hinter den Masken verbirgt sich stets ein Geist, wobei der Geist einer Duk-Duk-Maske mit dem Tod des Maskenträgers vergeht, der Geist hinter der Tubuan-Maske jedoch wiederaufsteht. Tubuan-Masken werden zwischen den Festzyklen in speziellen Hütten bei den geheimen Bundplätzen (Taraui) aufbewahrt, Duk-Duk-Masken verbrannt. Tubuan-Masken-Träger genießen hohes Prestige. Ihr Prestige verbessern können Duk-Duk-Masken-Träger, indem sie Ressourcen anhäufen und diese durch Feste neu verteilen, wodurch ihre Chance steigt, selbst Tubuan-Masken-Träger zu werden.
Nur Männer können dem Geheimbund der Duk-Duk angehören. Die Aufnahme erfolgt auf Empfehlung und gegen Zahlung von Geld (früher Muschelgeld oder Lebensmittel), das Recht eine Tubuan-Maske zu tragen erlangt man durch Familientradition oder durch Aufbringen weiterer ökonomischer Ressourcen. Eine der Funktionen des Duk-Duk-Bundes ist somit, seinen Mitgliedern Orientierung und einen Platz in der Gesellschaft zu geben.
Der Bund hat seine eigenen Geheimzeichen, Rituale und Festivitäten; die Anwesenheit eines Fremden bei einer solchen Festivität bedeutete (zumindest früher) regelmäßig seinen Tod. Vollstreckender Arm für Strafen, die Einhaltung von Tabus und die Erhebung von Steuern und Abgaben waren die jeweiligen Mitglieder des Geheimbundes. Bei der Erteilung von Bestrafungen waren diese sogar berechtigt, Häuser anzuzünden und Menschen zu töten.

## Hintergrund
Die deutsche Kolonialregierung versuchte, den Duk-Duk auf kriminelle Machenschaften zu reduzieren und verfolgte den Geheimbund. Verbreitet war tatsächlich die Erpressung von Nicht-Mitgliedern, insbesondere Frauen (die dem Bund nicht beitreten dürfen). Trotz der Verfolgung überlebte der Duk-Duk-Geheimbund in veränderter Form bis in die Gegenwart und ist Teil der kulturellen Identität der Tolai, die innerhalb des Staates Papua-Neuguinea eine politisch dominante Stellung einnehmen. Dennoch haben die Duk-Duk graduell an Bedeutung verloren. Teilweise werden Duk-Duk-Tänze auch als Touristenattraktion aufgeführt. Der Duk-Duk lässt sich auch auf den Griffen der französischen Douk Douk-Messer eingeprägt finden.